# Raquis

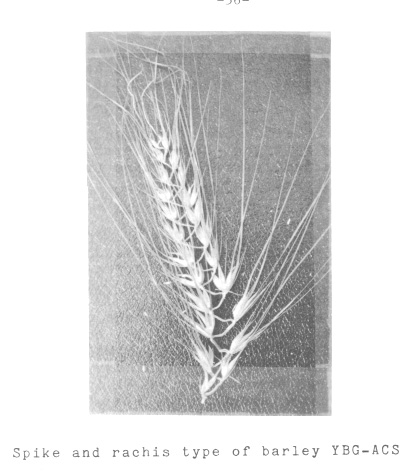
Raquis en una espiga d'ordi.

Raquis (del grec ραχος, "espina") és el nom de la part axial de nombroses estructures compostes en animals i vegetals.
En botànica es denomina així a les estructures lineals que formen l'eix d'una inflorescència en forma d'espiga o d'una fulla composta, sobretot en les palmeres (Arecaceae), en les quals és una prolongació del pecíol. En algunes espècies silvestres de gramínies (Poaceae), el raquis posseïx plans d'escissió que s'aprofundeixen amb la maduresa, facilitant la ruptura i dispersió dels fragments per anemocoria.